# Lawrence Venuti

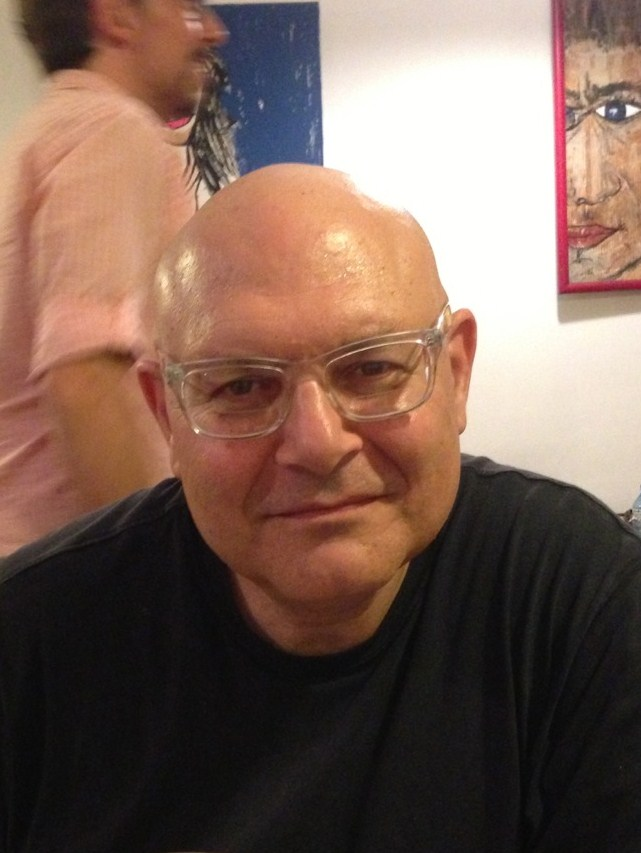
Lawrence Venuti

Lawrence Venuti (* 9. Februar 1953 in Philadelphia) ist ein US-amerikanischer Anglist, Translationswissenschaftler und Übersetzer mit italienischen Wurzeln. Er lehrt als Universitätsprofessor für das Fach Englisch an der Temple University, College of Liberal Arts, Department of English in Philadelphia.

## Leben und wissenschaftlicher Werdegang
Lawrence Venuti schloss 1974 seinen Bachelor an der Temple University ab. Er lebte viele Jahre lang in New York City, wo er 1980 an der Columbia University sein Ph.D. im Fach Englisch absolvierte. Von 1980 bis 1987 war Venuti Juniorprofessor (Assistant Professor) und anschließend von 1987 bis 1992 außerplanmäßiger Professor (Associate Professor) an der Temple University. Von 1990 bis 1992 arbeitete Venuti als Leiter des Programms Kreatives Schreiben (Director of Creative Writing Program) und von 1992 bis 1997 als Leiter der graduierten Studiengänge (Director of Graduate Studies) an der Temple University. Seit 1993 lehrt Venuti als Professor of English an der Temple University. Ferner arbeitet Venuti als Übersetzer aus der italienischen, französischen und katalanischen in die englische Sprache.

## Lehre
Heute lehrt Venuti als Universitätsprofessor der englischen Abteilung an der Temple University. Außerdem war er auch Dozent für Kreatives Schreiben am Lewis Center for the Arts an der Princeton University. Dort hielt Venuti drei Seminare in Literaturübersetzung, jeweils in den Herbstsemestern 2006, 2008 und 2009.
Darüber hinaus war er Gastprofessor an der University of Pennsylvania (im Frühjahr 2005), Columbia University, University of Trento, am Zentrum für Interkulturelle Studien der Johannes Gutenberg-Universität Mainz, am Barnard College der Columbia University (im April 2011) und an der Queen’s University Belfast. 1999 erhielt er einen Lehrauftrag des prestigeträchtigen Fulbright-Programms Fulbright Senior Lectureship in translation studies an der Universität Vic im katalanischen Vic (Spanien).

## Forschungsschwerpunkte
Lawrence Venutis Forschungsschwerpunkte sind:
- Englische Literatur der Frühen Neuzeit
- Anglofone und fremdsprachige dichterische Tradition
- Translationstheorie und -geschichte
- Literaturübersetzung

## Theorien und Kritik
Venuti gilt als einer der bekanntesten Translationswissenschaftler weltweit. Seine Theorien und Meinungen weichen oft stark von den Theorien der anderen Translatologen ab und gelten als kontrovers.
Er ist auch Kritiker der Translatologie. In seiner Monographie The Translator’s Invisibility: A History of Translation von 1995 kritisiert Venuti beispielsweise, dass Übersetzer zu oft unsichtbar bleiben, und spricht sich dafür aus, dass Übersetzer sichtbarer werden sollen, z. B. indem der Name des Übersetzers mit veröffentlicht wird. Dieses Werk löste von Anfang an eine Debatte in der Übersetzungswissenschaft aus.
In diesem Buch legt er auch seine Theorie dar, dass die im angloamerikanischen Raum vorherrschende Übersetzungsstrategie des domestizierenden Übersetzens (domesticating translation), die mit dem flüssigen Übersetzen (fluent translation) einhergehe, zur Unsichtbarkeit (invisibility) des Übersetzers beitrage. Das flüssige Übersetzen sei eine Übersetzungsstrategie, die darauf abziele, linguistische und kulturelle Unterschiede zwischen der Ausgangs- und Zielkultur anzugleichen oder zu entfernen, um den Zieltext flüssiger zu gestalten.
Venutis Theorien wurden von vielen Translatologen analysiert. Kritisiert wurde er u. a. von Mary Snell-Hornby, Wiebke Sievers, Tarek Shamma, Maria Tymoczko und Anthony Pym. Die zweite überarbeitete Auflage (2008) von The Translator’s Invisibility geht auf die Kritik ein und präzisiert bestimmte Punkte seiner Theorie. So erklärt Venuti z. B., dass Domestizierung/Verfremdung (domestication/foreignization) keine binären Gegensätze seien und Verfremdung keine linguistische und diskursive Strategie sei, sondern vielmehr ein ethischer Effekt einer Übersetzung. Darüber hinaus betont er, dass andere Meinungen zu diesem Thema (z. B. von Friedrich Schleiermacher und Antoine Berman) von seiner Meinung abweichen.

## Mitgliedschaften
Venuti ist Mitglied des Redaktions- und Beratungsausschusses folgender Fachzeitschriften:
- Target: International Journal of Translation Studies
- The Translator: Studies in Intercultural Communication
- Translation Studies
- Reformation: The Journal of the Tyndale Society
- TTR : Traduction, Terminologie, Redaction
- Palimpsestes

## Publikationen (Auswahl)

### Monographien
- Our Halcyon Dayes: English Prerevolutionary Texts and Postmodern Culture. University of Wisconsin Press, Madison 1989, ISBN 0-299-12250-6.
- The Translator’s Invisibility: A History of Translation. Routledge, London / New York 1995, 2. Auflage. 2008, ISBN 978-0-415-39455-0.
- The Scandals of Translation: Towards an ethics of difference. Routledge, London / New York 1998, ISBN 0-415-16930-5.
- Translation Changes Everything: Theory and Practice. Routledge, London / New York 2013, ISBN 978-0-415-69629-6.

### Herausgeberschaften
- Rethinking Translation: Discourse, Subjectivity, Ideology. Routledge, London / New York 1992, ISBN 0-415-06051-6.
- The Translation Studies Reader. Routledge, London / New York 2000, 3. überarb. Auflage 2012, ISBN 978-0-415-61348-4.

### Aufsätze Beiträge
- American tradition. In: Mona Baker, Gabriela Saldanha (Hrsg.): Routledge Encyclopedia of Translation Studies. 2. überarb. Auflage. Routledge, London / New York 2011, ISBN 978-0-415-60984-5, S. 320–327.
- Neoclassicism and Enlightenment. In: Peter France (Hrsg.): The Oxford Guide to Literature in English Translation. Oxford University Press, New York 2000, ISBN 0-19-818359-3, S. 55–63.

### Artikel
Aktuelle Artikel von Venuti sind zuletzt in folgenden Zeitschriften erschienen:
- Boundary 2
- the Times Literary Supplement
- The Iowa Review

## Übersetzungen ins Englische
- Barbara Alberti: Delirium. 1980.
- Aldo Rossi: A Scientific Autobiography. 1981.
- Dino Buzzati: Restless Nights: Selected Stories of Dino Buzzati. 1983.
- Francesco Alberoni: Falling in Love. 1983.
- Dino Buzzati: The Siren: A Selection from Dino Buzzati. 1984.
- Iginio Ugo Tarchetti: Fantastic Tales. 2. Auflage. 2013.
- Iginio Ugo Tarchetti: Passion. 1994. (2. überarb. Auflage veröffentlicht unter dem Namen Fosca. 2009)
- Milo De Angelis: Finite Intuition: Selected Poetry and Prose of Milo de Angelis. 1995.
- J. Rodolfo Wilcock: The Temple of Iconoclasts. 2000.
- Antonia Pozzi: Breath: Poems and Letters. 2002.
- die Anthologie Italy: A Traveler’s Literary Companion. 2003.
- Melissa P.: 100 Strokes of the Brush before Bed. 2004.
- Massimo Carlotto: The Goodbye Kiss. 2006.
- Massimo Carlotto: Death’s Dark Abyss. 2006.
- Ernest Farrés: Edward Hopper: Poems. 2009.

## Preise und Auszeichnungen
Für seine Übersetzungen gewann Venuti bereits zahlreiche Preise u. a.:
- Renato Poggioli Award for Italian Translation für seine Übersetzung des Romans von Barbara Alberti Delirium (1980)
- Preis vom PEN American Center (1980)
- Preis der italienischen Regierung (1983)
- Preise des National Endowment for the Arts (1983 und 1999)
- Preis der National Endowment for the Humanities (1989)
- Preis der Guggenheim Foundation (2007)[9]
- Robert Fagles Translation Prize für seine Übersetzung des Buchs Edward Hopper: Poems des katalanischen Autors Ernest Farrés (2008)